# Korsholm (Järnefelt)
Korsholm (ook wel: Korsholma) is een compositie van Armas Järnefelt. 
Järnefelt schreef het op verzoek van een muziekfestival in Vaasa. Daar werd het dan ook als eerste uitgevoerd ter gelegenheid van het 300-jarig jubileum van kasteel Korsholm op 21 juni 1894. Järnefelt was zelf aanwezig bij het concert onder leiding van Axel Stenius. Zijn vader de generaal August Aleksander Järnefelt was ook aanwezig, net als zijn zuster Aino Järnefelt Sibelius en Jean Sibelius. Sibelius had voor dezelfde festiviteiten min of meer tegen zijn zin Improviaties voor orkest ingezonden. Dat werk sneeuwde een beetje onder aldus de sombere Sibelius zelf, zichzelf onrecht aandoende. Sibelius zou het verder uitwerken en Vårsång (opus 16) zou toch een klein succes worden. Volgens het publiek waren de oorspronkelijke uitvoeringen wel in evenwicht.  
Het symfonisch gedicht is gecomponeerd in de romantische stijl overgenomen uit Duitsland, waar Järnefelt les had gekregen. Bovendien bleef Järnefelt liefhebber van muziek van bijvoorbeeld Richard Wagner. Het werk kan gezien worden als een teken van het groeiende Finse zelfbewustzijn dat opkwam. Korsholm (Fins: Mustasaari) is de plaats waar de toen oppermachtige Zweden in de 14e eeuw het Christendom aan (Fins) land brachten. Dat had voor dit werk tot voordeel dat Järnefelt het werk een tiental jaren later ook in Stockholm kon (laten) spelen.  
Het werk kent internationale allure:
- 18 september 1902 was het te horen tijdens de Proms met het New Queen’s Hall Orchestra onder leiding van Henry Wood
- 4 of 21 november 1902 speelde het Chicago Symphony Orchestra onder leiding van Theodore Thomas het;
- 10 november 1903: Järnefelt debuteerde met dit werk als dirigent in Stockholm
- 28 september 1905 bereikte het werk het Concertgebouworkest onder leiding van Willem Mengelberg met een herhaling in december van dat jaar
- seizoen 1910/1911: Bournemouth Symphony Orchestra o.l.v. Dan Godftrey of de componist